# Pigface

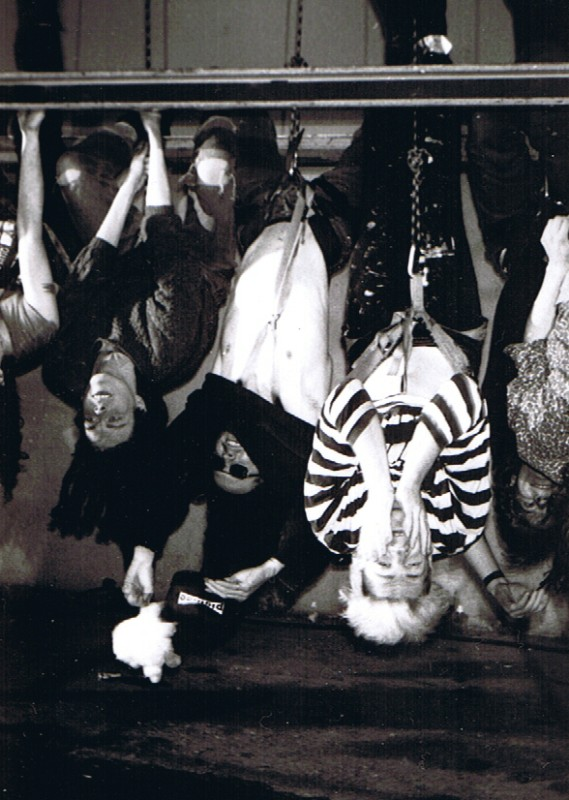
Członkowie Pigface w 1991 roku: Chris Connelly, Nivek Ogre, Martin Atkins

Pigface – supergrupa grająca rock industrialny, założona w 1990 roku przez Martina Atkinsa i Williama Rieflina.
Grupa Pigface powstała w okresie trasy "The Mind Is A Terrible Thing To Taste" Ministry, podczas której powstał koncertowe album i film In Case You Didn't Feel Like Showing Up. Do wspólnego grania podczas tournée Al Jourgensen zaprosił Atkinsa, Niveka Ogre i Chrisa Connelly; Rieflin był w tym czasie stałym perkusistą Ministry. Atkins był zadowolony z dynamiki grania w zespole z dwoma perkusistami, jednak czuł, że potencjał grupy pozwala na granie czegoś odmiennego, sam nazywał ten projekt "cover bandem Ministry" ("a Ministry cover band"). Gdy tournée się skończyło, Atkins i Rieflin postanowili kontynuować współpracę i zaprosili wielu spośród zaangażowanych w trasie "The Mind Is A Terrible Thing To Taste" muzyków. Pigface powstała z zamysłem utrzymania "rotacyjnego" charakteru zespołu koncertujących razem, eksperymentujących muzyków, spośród których wielu rekrutowało się (zwłaszcza w początkach działalności Pigface) spośród nagrywających dla wytwórni Wax Trax!. Wśród nich był Trent Reznor, jeszcze nie tworzący  wówczas jako Nine Inch Nails. Utwór "Suck", częściowo napisany i zaśpiewany przez Reznora, był swego rodzaju podziemnym przebojem, potem nagranym ponownie na minialbum Broken.
Rieflin ostatecznie opuścił Pigface, natomiast Atkins pozostał w składzie. Setki muzyków nagrywających i koncertujących z Pigface sprawiły, że każdy album i każdy utwór jest utrzymany w odmiennym stylu; praktyka ta spotkała się również z krytyczną oceną, jakoby pozbawiało to twórczość Pigface jakiejkolwiek ciągłości.
Koncerty Pigface są zazwyczaj bardzo dynamiczne, na scenie jednocześnie występuje zawsze około dziesięciu muzyków. Bisujący zespół często zaprasza na scenę osoby z publiczności.

## Członkowie Pigface
- Patti Adachi
- Steve Albini z Big Black, Rapeman, i Shellac
- Martin Atkins z Public Image Ltd, Ministry, Brian Brain, Killing Joke, The Love Interest, Nine Inch Nails, Spasm, i Murder Inc.
- Matt B z Concrete Automaton
- Michael Balch z Front Line Assembly
- Paul Barker z Lead Into Gold, Ministry, Revolting Cocks, PTP, Acid Horse, 1000 Homo DJs, Lard, Pailhead, U.S.S.A i The Blackouts
- Becky z Lunachicks
- Jenny Bellestar z The Bellestars
- Jello Biafra z Dead Kennedys, Lard i Revolting Cocks
- Mike Bishop (jako Beefcake The Mighty) z GWAR, Kepone oraz American Grizzly
- Bella Black
- Sharkula (Thigahmahjiggee)
- Gry Bagøien
- Leila Bela
- Bob Dog z Evil Mothers
- Bones (FN Dangoy)
- Fallon Bowman z Amphibious Assault and Kittie
- Caspar Brötzmann z Massaker
- Mary Byker z Gaye Bykers on Acid i Hyperhead
- Danny Carey z Tool
- Meg Lee Chin (O' Leary) z Crunch and The Great White Trash
- JS Clayden z Pitchshifter
- Chris Connelly z Ministry, PTP, Acid Horse, The Love Interest, Finitribe, Murder Inc., KMFDM i Revolting Cocks
- Lacey Conner z Nocturne
- Arturo De Leon z Martyr Colony
- Skot Diablo z Diablo Syndrome
- Duane Denison z The Jesus Lizard i Tomahawk
- Mike Dillon
- Edsel Dope z Dope
- Taime Downe z Faster Pussycat i The Newlydeads
- Jamie Duffy z Acumen Nation i DJ? Acucrack
- Hanin Elias z Atari Teenage Riot
- FM Einheit z Einstürzende Neubauten
- En Esch z Slick Idiot i KMFDM
- The Enigma z The Jim Rose Circus
- Gus Ferguson z Test Dept
- Paul Ferguson z Killing Joke, Murder Inc. i The Orb
- Dirk Flanigan z 77 Luscious Babes
- Flea z Red Hot Chili Peppers
- Flour
- Black Francis z Pixies
- Fuzz z Silverfish
- Michael Gira ze Swans
- Joel Gausten z The Undead i Electric Frankenstein
- Laura Gomel z My Life With the Thrill Kill Kult
- Vince H. z dedFROGZ
- Mick Harris z Napalm Death i Scorn
- Chris Haskett z Rollins Band
- Marc Heal z Cubanate
- Barbara Hunter (Ruchhoft) z Roundhead
- Slymenstra Hymen z GWAR
- Penn Jillette z Penn and Teller
- Sean Joyce z Revolting Cocks
- Fiona Kilpatrick z Dragster
- Martin King z Test Dept
- Algis Kizys ze Swans
- Krztoff z Bile
- Keith Levene z Public Image Ltd.
- Charles Levi z My Life With the Thrill Kill Kult i Silence
- Kamela Lise z Apocalypse Theatre
- Jared Louche z Chemlab
- Lunar
- Lydia Lunch
- Curse Mackey z Evil Mothers i Spasm
- Andy Maguire z Dogzilla
- Groovie Mann z My Life With the Thrill Kill Kult
- Jim Marcus z Die Warzau
- Buzz McCoy z My Life With the Thrill Kill Kult
- Doug McCarthy z Nitzer Ebb
- Jason McNinch z Lick
- Kurt Moore
- Jason More
- Hope Nicholls z Sugarsmack i Fetchin' Bones
- Jason Novak z Acumen Nation i DJ? Acucrack
- Nivek Ogre ze Skinny Puppy, ohGr, Revolting Cocks i Ministry
- Genesis P-Orridge z Psychic TV i Throbbing Gristle
- Alex Paterson z The Orb
- Michael Path z Indeterminism
- Sean Payne z Cyanotic
- Eric Pounder z Pounder i Dead Voices on Air
- David Prater
- Chris Randall z Sister Machine Gun
- Lesley Rankine z Silverfish i Ruby
- Paul Raven z Prong, Murder Inc. i Killing Joke
- Marydee Reynolds z Chainsuck
- Trent Reznor z Nine Inch Nails
- Bill Rieflin z Ministry, Revolting Cocks, Acid Horse, PTP, 1000 Homo DJs, Lard, Pailhead, The Blackouts, Swans, KMFDM, R.E.M., Robyn Hitchcock and the Venus 3
- Barb Ruchoft
- Joey Santiago of Pixies
- Stuart Saint z Egypticon
- Patrick Sane z Evil Mothers i Boxcar Satan
- Matt Schultz z Lab Report
- Günter Schulz z Slick Idiot i (dawniej) KMFDM
- Seibold z Hate Dept.
- Shonen Knife
- Siggy z The Sugarcubes
- David William Sims z The Jesus Lizard i Scratch Acid
- Jonny Sharples z Adelleda
- Snazin Smith
- Kyle Reiter
- Pat Sprawl z Dead Surf Kiss
- Mark Spybey z DVOA
- Ben Stokes z DHS
- Louis Svitek z Mind Funk, Ministry oraz Front Line Assembly
- David Suycott ze Stabbing Westward
- James Teitelbaum z Evil Clowns i Left Orbit Temple
- J. G. Thirlwell (Clint Ruin) z Foetus, Wiseblood, Steroid Maximus
- Dave Trumfio
- Joe Trump z Eliott Sharp's Carbon
- William Tucker z My Life With the Thrill Kill Kult i Ministry
- Matt Underwood z Killing Joke, The Love Interest, The Jesus and Mary Chain oraz The Dean
- Virus z dope
- Chris Vrenna z Nine Inch Nails i Tweaker
- Mark Walk z Ruby, ohGr i Skinny Puppy
- Geordie Walker z Killing Joke
- Michelle Walters, dawniej w VooDou
- Scott Watanabe
- Andrew Weiss z Rollins Band, Butthole Surfers i Ween
- Dean Ween z Moistboyz i Ween
- Martin "Youth" Glover z Killing Joke
- David Yow z The Jesus Lizard i Scratch Acid
- Betty X
- Duncan X z Sheep on Drugs
- Wayne Static ze Static-X

## Albumy
- Spoon Breakfast EP (1990)
- Lean Juicy Pork (1990) – wywiad
- Gub (1991)
- Welcome to Mexico... Asshole (1991) – album koncertowy
- Fook (1992)
- Washingmachine Mouth (1993) – album z remiksami
- Truth Will Out (1993) – album koncertowy
- Notes From Thee Underground (1994)
- Feels Like Heaven (1995) – album z remiksami
- A New High in Low (1997)
- Below the Belt (1998) – album z remiksami
- Eat Shit You Fucking Redneck (1998) – album koncertowy
- The Best of Pigface Preaching to the Perverted (2001)
- Easy Listening... (2003)
- Glitch (2003)
- Headfuck (2003) – album z remiksami
- 8 Bit Head (2004)
- Clubhead Nonstopmegamix #1 (2004) – album z remiksami
- Crackhead: The DJ? Acucrack Remix Album (2004) – album z remiksami
- Dubhead (2004)
- Free For All Tour Demo (2005)
- Broadcast from Radio China (2006) – 7" splitalbum (razem ze Snapline)

### Kompilacje
- Pigface Vs. The World (2005)
- Gub/Welcome To Mexico (2005)
- The Head Remixes (2006)
- Fook/Washingmachine Mouth/Truth Will Out (2006)
- Notes From Thee Underground/Feels Like Heaven (2006)
- A New High in Low/Below the Belt/Eat Shit You Fucking Redneck (2007)